# Budweiser Grand Prix of Cleveland 1992
Budweiser Grand Prix of Cleveland 1992 var ett race som var den elfte deltävlingen i PPG IndyCar World Series 1992. Racet kördes den 9 augusti på Burke Lakefront Airport i Cleveland, Ohio. Emerson Fittipaldi tog hem segern, vilket gjorde att han räddade sina möjligheter att tävla om mästerskapet. Michael Andretti blev tvåa, följd av Al Unser Jr. och mästerskapsledaren Bobby Rahal.

## Slutresultat
| Plats | Förare                 | Team                     | Grid | Kvaltid  |
| ----- | ---------------------- | ------------------------ | ---- | -------- |
| 1     | Emerson Fittipaldi     | Marlboro Team Penske     | 1    | 59,732   |
| 2     | Michael Andretti       | Newman/Haas Racing       | 2    | 1.00,159 |
| 3     | Al Unser Jr.           | Galles-Kraco Racing      | 5    | 1.00,833 |
| 4     | Bobby Rahal            | Rahal-Hogan Racing       | 3    | 1.00,547 |
| 5     | Mario Andretti         | Newman/Haas Racing       | 8    | 1.01,623 |
| 6     | Raul Boesel            | Dick Simon Racing        | 6    | 1.01,365 |
| 7     | Scott Pruett           | Truesports Co.           | 13   | 1.02,188 |
| 8     | Robby Gordon           | Chip Ganassi Racing      | 11   | 1.01,859 |
| 9     | Stefan Johansson       | Bettenhausen Motorsports | 9    | 1.01,747 |
| 10    | Scott Goodyear         | Walker Racing            | 12   | 1.02,008 |
| 11    | Eddie Cheever          | Chip Ganassi Racing      | 17   | 1.02,933 |
| 12    | John Andretti          | Hall/VDS Racing          | 14   | 1.02,274 |
| 13    | Ted Prappas            | P.I.G. Racing            | 15   | 1.02,439 |
| 14    | Jimmy Vasser           | Hayhoe-Cole Racing       | 16   | 1.02,633 |
| 15    | Brian Till             | Robco Racing             | 19   | 1.03,611 |
| 16    | Christian Danner       | Euromotorsport           | 18   | 1.03,070 |
| 17    | Eric Bachelart         | Dale Coyne Racing        | 22   | 1.04,892 |
| 18    | Ross Bentley           | Dale Coyne Racing        | 25   | 1.06,767 |
| 19    | Paul Tracy             | Penske Racing            | 4    | 1.00,734 |
| 20    | Danny Sullivan         | Galles-Kraco Racing      | 10   | 1.01,772 |
| 21    | Scott Brayton          | Dick Simon Racing        | 13   | 1.02,188 |
| 22    | Jacques Villeneuve Sr. | Arciero Racing           | 24   | 1.05,903 |
| 23    | Buddy Lazier           | Leader Cards Racing      | 23   | 1.05,136 |
| 24    | Hiro Matsushita        | Dick Simon Racing        | 21   | 1.04,502 |
| 25    | Ross Cheever           | A.J. Foyt Enterprises    | 20   | 1.04,082 |
| 26    | Tero Palmroth          | Euromotorsport           | 26   | -        |